# Гравець року КХЛ

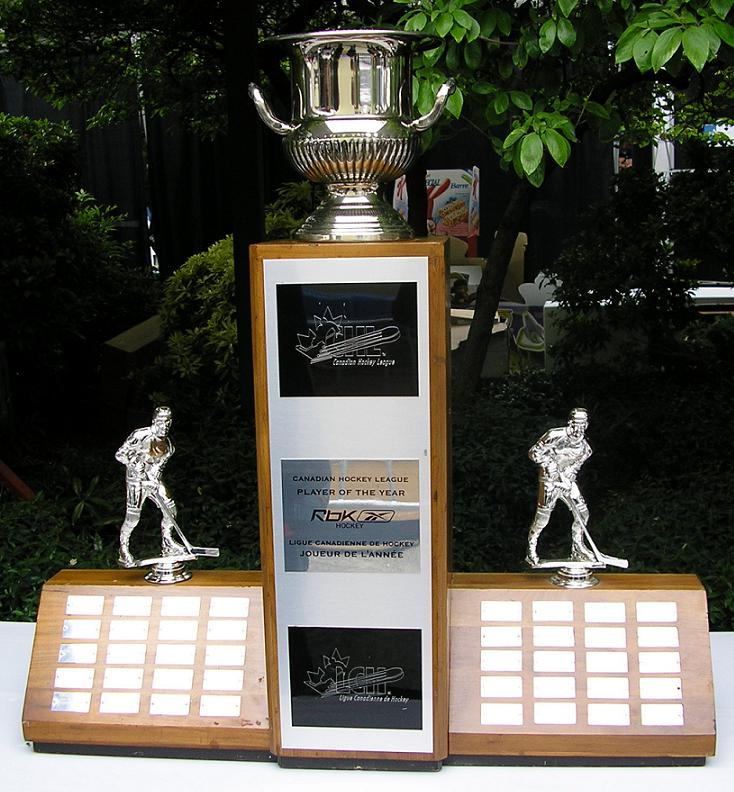
Нагорода Гравця року КХЛ

Гравець року КХЛ — щорічна нагорода, яка вручається найкращому гравцю Канадської хокейної ліги. Володарі обираються серед переможців Трофея Реда Тілсона (MVP ОХЛ), Пам'ятного трофея Мішеля Брієра (MVP QMJHL) і Пам'ятного трофея Фор Бронкос (MVP ЗХЛ).

## Переможці
- 2017—18 Алек Барре-Буле, Бленвіль-Бойсбраянд Армада
- 2016—17 Алек Дебрінкет, Ері Отерс
- 2015—16 Мітчелл Марнер, Лондон Найтс
- 2014—15 Коннор Мак-Девід, Ері Отерс
- 2013—14 Ентоні Манта, Валь-д'Ор Форерс
- 2012—13 Джонатан Друен, Галіфакс Мусгедс
- 2011—12 Брендан Шіннімін, Трай-Сіті Амеріканс
- 2010—11 Раєн Елліс, Віндзор Спітфайрс
- 2009—10 Джордан Еберле, Реджайна Петс
- 2008—09 Коді Годжсон, Бремптон Батталіон
- 2007—08 Джастін Азеведо, Кітченер Рейджерс
- 2006—07 Джон Таварес, Ошава Дженералс
- 2005—06 Олександр Радулов, Квебек Ремпартс
- 2004—05 Сідні Кросбі, Рімускі Осеанікс
- 2003—04 Сідні Кросбі, Рімускі Осеанікс
- 2002—03 Корі Лок, Оттава Сіксті-Севенс
- 2001—02 П'єр-Марк Бушар, Чікутімі Сагенейс
- 2000—01 Сімон Гамаш, Валь-д-Ор Форерс
- 1999—00 Бред Річардс, Рімускі Осеанікс
- 1998—99 Браєн Кемпбелл, Оттава Сіксті-Севенс
- 1997—98 Сергій Варламов, Свіфт-Каррент Бронкос
- 1996—97 Алін Макколі, Оттава Сіксті-Севенс
- 1995—96 Крістіан Дубе, Шербрук Касторс
- 1994—95 Девід Лінг, Кінгстон Фронтенакс
- 1993—94 Джейсон Еллісон, Лондон Найтс
- 1992—93 Пет Пік, Детройт Джуніор Ред-Вінгс
- 1991—92 Шарль Пулен, Сент-Гаясинт Лейзер
- 1990—91 Ерік Ліндрос, Ошава Дженералс
- 1989—90 Майк Ріккі, Пітерборо Пітс
- 1988—89 Браєн Фогарті, Ніагара-Фоллс Тандер
- 1987—88 Джо Сакік, Свіфт-Каррент Бронкос
- 1986—87 Роб Браун, Камлупс Блейзерс
- 1985—86 Люк Робітайл, Галл Олімпікс
- 1984—85 Ден Годжсон, Принс-Альберт Рейдерс
- 1983—84 Маріо Лем'є, Лаваль Вуазен
- 1982—83 Пет ЛаФонтейн, Вердун Джуніорс
- 1981—82 Дейв Сімпсон, Лондон Найтс
- 1980—81 Дейл Хаверчук, Корнуолл Ройалс
- 1979—80 Даг Вікенгайзер, Реджайна Петс
- 1978—79 П'єр Лакруа, Труа-Рив'єрс Драверс
- 1977—78 Боббі Сміт, Оттава Сіксті-Севенс
- 1976—77 Дейл Маккорт, Сент-Кетерінс Фінкапс
- 1975—76 Пітер Лі, Оттава Сіксті-Севенс
- 1974—75 Ед Станьовські, Реджайна Петс